# 前山 (玉环)
28°03′22″N 121°24′33″E / 28.05624°N 121.40912°E
前山，也称前山岛，是中华人民共和国浙江省台州市玉环市鸡山乡辖下的一个岛屿。

## 特点
前山岛在中鹿岛的北面，当地渔民称“前面”，因此得名“前山”。整个岛形呈不规则三角形，东北到西南走向，长1.=39公里，面积0.9平方公里，山丘海拔88.1米，山头置有灯塔。 周围海域为浅海-10米线。